# Reinier Janszoon Vermeer
Reynier Janszoon Vos of Vosch, later van der Meer of Vermeer (c.1591–1652), was een Delftse caffawerker, respectievelijk herbergier en kunsthandelaar. Hij was de vader van de kunstschilder Johannes Vermeer.
Reyniers ouders waren de kleermaker Jan Reyersz. (†1597), die in Delft op de Beestenmarkt woonde in een huis genaamd Nassau, een blok ten zuiden van de Nieuwe Kerk, en Cornelia (Neeltge) Goris (ca. 1567–1627). Neeltge was actief als "uijtdraegster," een handelaar in tweedehands goederen, waarbij ze de inboedels van overleden personen verkocht. Aangezien schilderijen vaak deel uitmaakten van nalatenschappen, zou Neeltge's werk Reyniers latere interesse in tweedehands schilderijen kunnen hebben beïnvloed. Na het overlijden van Reyniers vader - Reynier was toen zes - hertrouwde zijn moeder met een herbergier die in herberg De Drie Hamers op de Beestenmarkt woonde.
Reynier trouwde in 1615 met Dignum Balthazars, beter bekend als Digna Baltens (c.1595–1670). Ze kregen twee kinderen: Gertruy en Johannes Vermeer. Hij begon zijn werkzame leven als caffawerker, waarvoor hij in Amsterdam in de leer ging. Hij zou zich opgewerkt hebben tot meester. Hij bestierde ook nog de herberg De Drie Hamers toen hij begin 1629 met zijn gezin verhuisde naar een herberg aan de Voldersgracht. Deze herberg noemde hij De Vliegende Vos, mogelijk een verwijzing naar zijn toenmalige naam en de fabel van Reinaard de Vos.
Naast het herbergieren was hij actief in de kunsthandel. In 1631 laat hij zich als kunsthandelaar inschrijven bij het Sint-Lucasgilde en met de groei van zijn maatschappelijke status veranderde hij zijn achternaam naar Van de Meer / Vermeer. Hij handelde onder andere in landschappen van Pieter Anthonisz van Groenewegen. Sommige schetsen van Leonaert Bramer (gemaakt tussen 1642-1654) waren gekopieerd uit schilderijen van zijn handelscollectie.
Toen het huurcontract voor het pand van De Vliegende Vos in 1641 afliep, verhuisde het gezin naar Mechelen, een veel grotere herberg op de Delftse Markt. Bij Vermeers overlijden in 1652 zette zijn vrouw de zaak voort.